# Mystic River
Mystic River (en México y Argentina, Río Místico) es una película dramática estadounidense de 2003 dirigida por Clint Eastwood. Tuvo una amplia aclamación de la crítica y fue candidata a 6 premios Óscar, de los que obtuvo dos, al mejor actor (Sean Penn) y al mejor actor secundario (Tim Robbins). La película está basada en la novela homónima de Dennis Lehane.

## Argumento
La película comienza en la década de los 70, cuando tres niños de once años de edad, Jimmy, Sean y Dave, juegan al hockey en una calle del barrio irlandés de Boston. Jimmy, el más rebelde, convence a los otros dos para escribir sus nombres en cemento fresco. Cuando Dave, que queda el último, está escribiendo el suyo, llegan dos hombres fingiendo ser policías y se lo llevan en un coche. Cuatro días después, el niño reaparece, completamente traumatizado psicológicamente.
Veinticinco años más tarde es asesinada Katie, la hija mayor de Jimmy, que regenta una tienda en el barrio donde creció. El policía que lleva el caso resulta ser Sean. Como es de esperar, Jimmy, que ya había pasado un par de años en la cárcel durante su adolescencia, lleva a cabo su propia investigación al margen de la ley, apoyado por dos hermanos que, acertadamente, llevan el apodo de «los Salvajes». Sean, por su parte, descubre que el arma homicida fue la misma pistola con la que habían asaltado una licorería en 1985.
Para entonces, Dave tiene un hijo y está en cierta forma emparentado con Jimmy, pues sus respectivas esposas son primas. La noche en la cual fue asesinada Katie, Dave había bebido en un bar y la vio celebrando con sus amigas. Horas más tarde, regresó a casa alterado, manchado de sangre ajena y herido, diciendo a su esposa Celeste haber matado a un asaltante. A pesar de que ya se ha mencionado que sus dos abusadores murieron en la cárcel desde hacía tiempo, con el correr de los días, su comportamiento pasa progresivamente a ser cada vez más errático.
Mientras tanto, Sean encuentra la sangre en el coche de Dave. Al saber que éste ha sido interrogado por la policía, Jimmy comienza a recelar de su antiguo amigo, a lo que contribuye Celeste que, en medio de su inquietud, comete la torpeza de comentarle que también lo cree asesino.
Sean, al investigar la pistola, descubre que había pertenecido a un tal «Ray a Secas», quien fue cómplice de Jimmy en el pasado pero, al ser capturado, lo acusó, por lo que fue Jimmy quien acabó preso. Dos meses después de quedar libre, Ray desapareció de la faz de la Tierra, aunque su viuda y sus hijos lo creen vivo, pues reciben 500 dólares mensuales con sello de Brooklyn.
Al interrogar Sean a Brendan, el hijo mayor de Ray, descubre que era el novio secreto de Katie y que planeaban fugarse a Las Vegas. Brendan niega que su padre tuviese un arma. Tras soltarlo, Sean y su compañero revisan la grabación de la notificación al 911.
Mientras tanto, Jimmy y los Salvajes embriagan a Dave en un bar que se halla a orillas del río Místico —un afluente del río Charles—, lugar célebre entre los locales por ser donde se deshacen de los cuerpos, eliminando la evidencia y limpiándose la sangre, metafóricamente lavando sus culpas. Encolerizado, Jimmy pretende hacer confesar a Dave, quien comenta que la sangre con la que había llegado esa noche era la de un pederasta que se hallaba en un auto con un menor. Sin creerle, Jimmy insiste en hacerle confesar la muerte de su hija, a lo que Dave accede, a pesar de no haberla perpetrado, agregando que, al ver bailar a Katie, vio en ella una promesa de juventud que «no puedes comprender, porque tú no subiste a ese auto hace veinticinco años». Jimmy lo mata.
Mientras, Brendan descubre que el arma de su padre ha sido tomada por su hermano menor, quien instigado por su amigo de toda la vida mató accidentalmente a Katie, pretendiendo únicamente asustarla. En medio de una discusión que escala hasta los golpes, llega Sean.
Entretanto, abatido por la culpa, Jimmy había regresado a su hogar y confesado todo a su esposa, quien le hizo notar que jamás debería de sentirse mal por proteger a su familia y que ellos dos, fuertes como son, son los reyes de esa selva habitada por seres débiles e indecisos.
Pocas horas después, al alba, Sean comunica a Jimmy, quien se está emborrachando en la acera, que han hallado a los culpables, así como el cadáver de un pedófilo enterrado en el bosque. Jimmy confiesa su crimen a medias, pero Sean no puede hacer nada, dada la falta de evidencias. Se vuelven a encontrar a mediodía en el desfile de San Patricio, y Sean advierte tácitamente a Jimmy que hará lo posible por hacerle pagar, cosa que éste comprende y acepta.

## Reparto
- Sean Penn como Jimmy Markum
  - Jason Kelly como Jimmy Markum niño
- Tim Robbins como Dave Boyle
  - Cameron Bowen como Dave Boyle niño
- Kevin Bacon como el detective Sean Devine
  - Connor Paolo como Sean Devine niño
- Laurence Fishburne como el detective Whitey Powers
- Marcia Gay Harden como Celeste Samarco Boyle
- Laura Linney como Annabeth Markum
- Tom Guiry como Brendan Harris
- Spencer Treat Clark como Ray "Silent Ray" Harris Jr.
- Andrew Mackin como John O'Shea
- Emmy Rossum como Katherine "Katie" Markum
- Jenny O'Hara como Esther Harris

## Recepción
Mystic River fue bien recibida por los críticos, especialmente por la dirección y las destacadas actuaciones de su elenco. La película tiene un 87% de ranking aprobatorio en el sitio web especializado Rotten Tomatoes. En el sitio web Metacritic, la cinta posee un rating promedio de 84 sobre 100, basado en 42 reseñas. Peter Travers, de Rolling Stone, escribió: "Clint Eastwood pone todo lo que sabe sobre dirección de cine en Mystic River. Es una película encantadora e hipnótica".

### Impacto en Europa
Clint Eastwood ha dirigido muchas películas. Sin embargo, gran parte de ellas están dirigidas al público estadounidense, como pueden ser, por ejemplo, Gran Torino, Million Dollar Baby, El francotirador, Banderas de nuestros padres, Cartas desde Iwo Jima y J. Edgar. No obstante, la película Mystic River no va dirigida a un público en concreto, de ahí el éxito que tuvo en Europa.
Cuando Eastwood visitó España para la promoción de la cinta, se enteró de que el gran debate de la película entre los espectadores españoles había sido su final abierto. Lo curioso del tema es que Eastwood afirmó que su objetivo no había sido proponer al público un final abierto y que estaba encantado de que en Europa los espectadores se lo hubieran planteado así porque eso suponía que habían visto la película con mucha intensidad.

## Premios y nominaciones

### Premios Óscar 2003
| Año  | Categoría               | Candidato(s)      | Resultado |
| ---- | ----------------------- | ----------------- | --------- |
| 2003 | Mejor película          | Mejor película    | Candidata |
| 2003 | Mejor director          | Clint Eastwood    | Candidato |
| 2003 | Mejor actor             | Sean Penn         | Ganador   |
| 2003 | Mejor actor de reparto  | Tim Robbins       | Ganador   |
| 2003 | Mejor actriz de reparto | Marcia Gay Harden | Candidata |
| 2003 | Mejor guion adaptado    | Brian Helgeland   | Candidato |

### Globos de Oro
| Año  | Categoría                                | Candidato(s)    | Resultado |
| ---- | ---------------------------------------- | --------------- | --------- |
| 2003 | Globo de Oro al mejor actor - Drama      | Sean Penn       | Ganador   |
| 2003 | Globo de Oro al mejor actor de reparto   | Tim Robbins     | Ganador   |
| 2003 | Globo de Oro al mejor director           | Clint Eastwood  | Candidato |
| 2003 | Globo de Oro a la mejor película - Drama | Clint Eastwood  | Candidata |
| 2003 | Globo de Oro al mejor guion              | Brian Helgeland | Candidato |